# 던전 탐험

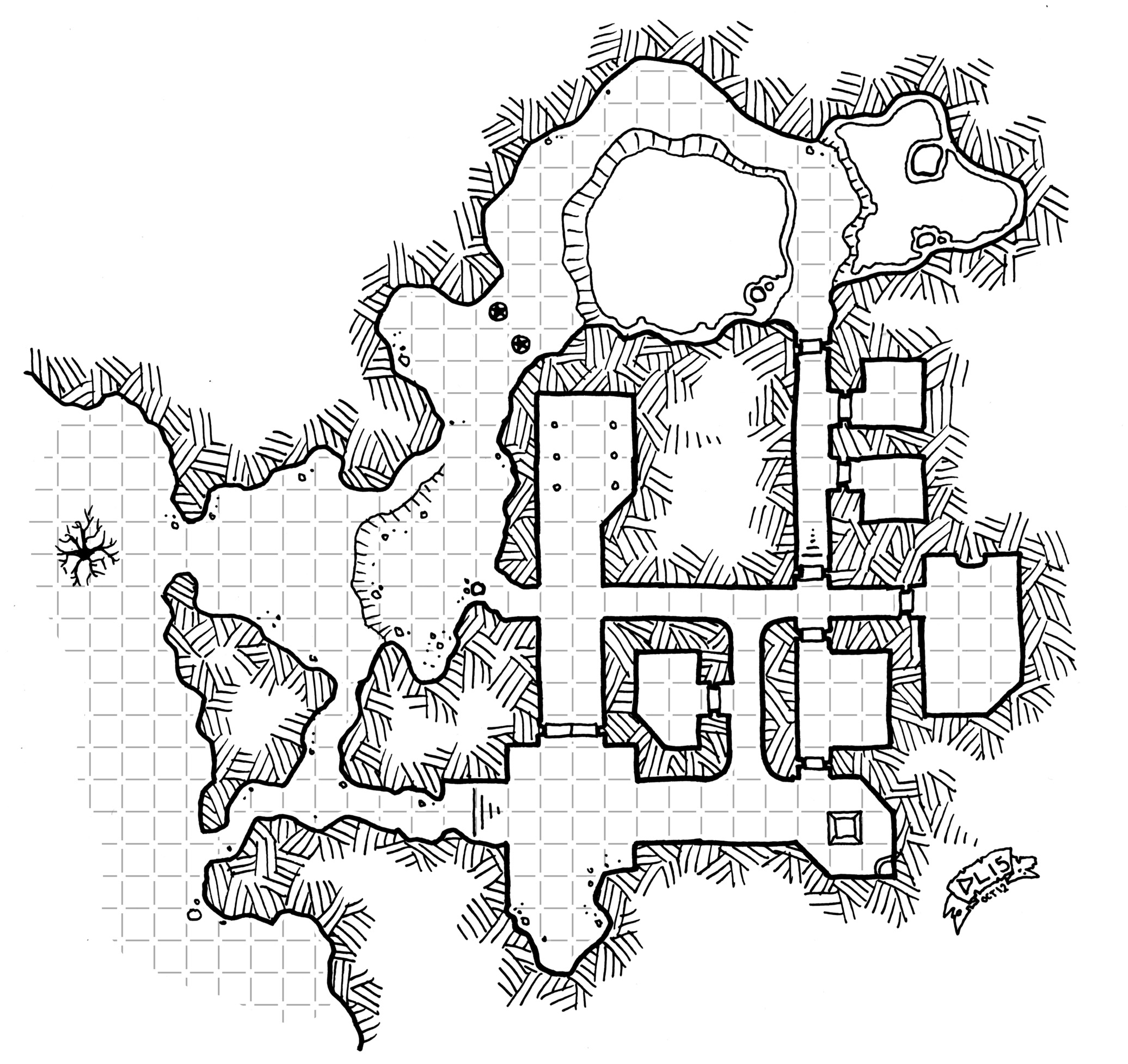
테이블톱 롤플레잉 게임을 위해 제작된 던전 지도

던전(영어: dungeon)은 주로 RPG 게임에서 등장하는 맵 중 하나로, 지하 미궁을 의미하는 경우가 많다. 던전은 몬스터가 많고, 보물이 숨겨져 있는 위험한 지역으로 표현되고 있다. 동굴, 인공 건축물, 숲, 산길 등 그 형태는 여러가지이다.
던전 탐험은 영웅이 미로 환경("던전")을 탐색하고, 다양한 몬스터와 싸우고, 함정을 피하고, 퍼즐을 풀고, 찾을 수 있는 보물을 약탈하는 판타지 롤플레잉 게임의 시나리오 유형이다. 주로 던전 크롤 요소를 특징으로 하는 비디오 게임 및 보드 게임은 장르로 간주된다.

## 보드 게임
보드 게임의 던전 탐색은 게리 가이객스(Gary Gygax)가 솔로 던전 어드벤처(Solo Dungeon Adventures)를 선보인 1975년으로 거슬러 올라간다. 그 해에는 던전!(Dungeon!)도 출시되었다. 수년에 걸쳐 많은 게임이 그 개념을 기반으로 한다. 2010년대 후반에 가장 찬사를 받은 보드 게임 중 하나인 글룸헤이븐(Gloomhaven)은 던전 탐험 게임이다.

## 같이 보기
- 플레이 바이 메일 게임